# Římskokatolická farnost Běhařovice
Římskokatolická farnost Běhařovice je územní společenství římských katolíků s farním kostelem Nejsvětější Trojice v obci Běhařovice. Do farnosti spadají také obce Křepice, Přeskače, Tavíkovice a Újezd.

## Historie farnosti
Budova fary byla postavena zřejmě na konci 13. století, v období vzniku Olbramkostelského proboštství. Do farnosti historicky náležely okolní obce Dobronice, Křepice, Přeskače, Ratišovice, Stupešice, Tavíkovice a Újezd s Františkovem. Katolická fara zanikla kolem roku 1616, kdy se většina obyvatel hlásila k nekatolické církvi Novokřtěnců. Fara byla obnovena až v roce 1673.
Dnešní farní kostel Nejsvětější Trojice byl postaven na konci šestnáctého století jako protestantský. Původní katolický kostel byl stržen roku 1802 a materiál byl použitý na stavbu školy. 

## Duchovní správci
V letech 1901–1904 byl zde farářem pozdější brněnský biskup Pavel Huyn. Je zde na něj dochována památka: obraz P.Huyna v biskupském rouchu, namalovaný na kouscích skla spojovaných olovem. Na dřevěném rámu je mosazná tabulka s latinským nápisem. Dle dochovaných písemných záznamů biskup Huyn při svých vizitacích často a rád navštěvoval svá předchozí kněžská působiště : Prosiměřice (kaplan/kooperátor), Trstěnice (tehdy Křtěnice, kaplan v l. 1900–1901) a Běhařovice. Od 1. září 2010 do října 2015 byl farářem R. D. Mgr. Jaromír Gargoš. K 1. listopadu 2015 byl ustanoven farářem R. D. Mgr. Jiří Bradáč.

## Bohoslužby
| Kostel                             | Místo      | Bohoslužba (den)                  | Hodina                                      | Poznámka        |
| ---------------------------------- | ---------- | --------------------------------- | ------------------------------------------- | --------------- |
| Nejsvětější Trojice                | Běhařovice | neděle pátek                      | 8.00 18.00                                  | farní kostel    |
| Panny Marie Matky jednoty křesťanů | Tavíkovice | neděle úterý                      | 11.00 17.00 ("zimní" čas)/18.00 (letní čas) | filiální kostel |
| Všech Svatých                      | Přeskače   | sobota (1x za měsíc, 1. v měsíci) | 8.00                                        | filiální kostel |

## Aktivity farnosti
Dnem vzájemných modliteb farností za bohoslovce a bohoslovců za farnosti brněnské diecéze je 29. listopad. Adorační den připadá na 1. března.
Na území farnosti se každoročně koná tříkrálová sbírka. V roce 2015 se při ní v Běhařovicích vybralo 5 344 korun, v Křepicích 3 403 korun, v Přeskačích 6 200 korun, v Tavíkovicích 8 081 korun a v Újezdu 603 korun – celkem 23 631 korun.  Sbírka se konala také v roce 2016. Jen v Běhařovicích se při ní vybralo 6 290 korun. 

## Primice
Ve farnosti slavil 2. července 2013 primiční mši svatou novokněz Michal Cvingráf, pocházející z přifařené obce Dobronice.